# はれ時々くもり
『はれ時々くもり』（はれときどきくもり）は、1999年4月12日から6月4日にかけて、TBS系列の「花王 愛の劇場」枠にて放送された昼のテレビドラマ。放送時間は月曜から金曜の13:00-13:30（JST）。全8週、40回。

## あらすじ
働き者の今日子は、夫・徹の両親の経営する「中沢紙器」の工場を切り盛りしている。夫の徹は女と駆け落ち、3年前から失踪していた。夫の失踪の理由を確かめたい、実父に勘当されて実家に戻れないとで、今日子はこの家を出る決心がつかないでいた。中学生の娘・舞子と小学生の息子・将太は2人とも父親の愛情に飢えているようだ。

## キャスト
- 中沢今日子 - 美保純
- 中沢徹 - 阿南健治
- 中沢舞子 - 山下結穂
- 中沢将太 - 東海孝之助
- 向井俊二 - 中村洋平
- 岩永健介 - 山口仁
- 大山社長 - 河原さぶ
- 津田圭太郎 - 剛たつひと
- 津田敦子 - 元井須美子
- 源さん - 大木正司
- スナック「ナイン」のマスター - 水島涼太
- 松井紀美江
- 俵山栄子
- 勇 - 大久保了
- 田村聡子 - 曽川留三子
- 田村守 - 針谷俊
- 木戸 - 山下真広
- 妙子 - 森崎めぐみ
- パチンコ店店員 - 今井彰一
- 常美（中沢徹の妹） - 棟里佳
- 常美の夫 - 市山登
- 中沢松子 - 片岡静香
- 中沢公吉 - 小島三児
- 津田竹彦 - 岡村喬生

## スタッフ
- 脚本 - 金子成人、扇澤延男
- 監督 - 花堂純次、伊藤達哉
- 助監督 - 柿沼竹生
- 美術制作 - 塩田仁
- デザイン - 奥津徹夫
- 撮影技術 - 二之宮行弘
- TD - 関吉一
- 照明 - 三上貢
- 制作 - 山崎康生
- プロデューサー - 近藤晋、林哲次
- プロデューサー補 - 村田法子
- 制作会社 - TBS、東北新社クリエイツ

## 主題歌
- 「Endless Moment」

作詞・作曲：平松愛理/編曲：清水信之/歌：平松愛理